# Mackenzie Mountains
Mackenzie Mountains är en bergskedja i Kanada.   Den ligger i provinserna Yukon och Northwest Territories, i den centrala delen av landet, 3 800 km nordväst om huvudstaden Ottawa. Arean är 233 125 kvadratkilometer.
Omgivningarna runt Mackenzie Mountains är i huvudsak ett öppet busklandskap. Trakten runt Mackenzie Mountains är nära nog obefolkad, med mindre än två invånare per kvadratkilometer.